# German Moreno
German Molina Moreno, conegut també com a Kuya Germs o Master Showman (4 d'octubre de 1933 - 8 de gener de 2016), va ser un actor, comediant i mànager filipí de pare espanyol i mare filipina.
Va ser un dels empresaris i presentadors televisius més coneguts i importants de la història de la indústria televisiva a les
Filipines.

## Espectacles de televisió
- Beauty Queen - Kapitan Ading - GMA Network (2010)
- Diva - Kuya Vernes - GMA Network (2010)
- Pinoy Cine Klasika - Q (2010–2011)
- Pinoy Records Presents Pinoy Extreme Talent  - Judge - GMA Network (2009)
- Adik Sa'Yo - Joe - GMA Network (2009) GMA Network
- Sine Novela Presents: Kaputol Ng Isang Awit (2007) GMA Network
- Magic Kamison - GMA Network (2006)
- Walang Tulugan with the Master Showman - Main Host (GMA Network (1997–present)
- Ginintuan Telon - Q (2005–2006)
- Love To Love - GMA Network (2003–2006)
- Idol Ko Si Kap - GMA Network (2000–2005)
- Campus Romance - GMA Network (2000)
- May Himala - GMA Network (2000)
- Best Friends - GMA Network (1998–1999)
- Dear Mikee - GMA Network (1998)
- Lira - GMA Network (1996–1998)
- GMA Love Stories - GMA Network (1999–2001)
- Super Games - GMA Network (1995–1996)
- Mikee - GMA Network (1994–1995)
- Barangay U.S.:Unang Sigaw - RPN (1994–1995)
- GMA Telecine Specials - GMA Network (1992–2001)
- Billy Bilyonaryo - GMA Network (1993–1995)
- Silver Germs - GMA Network (1992)
- Negosiyete: Mag Aral Sa GMA - GMA Network (1991–1997)
- Maalaala Mo Kaya - ABS-CBN (1991–1996)
- Dunkin Donato - PTV (now NBN) (1991)
- Mother Studio Presents - GMA Network (1991)
- Germspesyal: Super Games - IBC (1991–1992)
- Barangay USA - PTV (now NBN) (1989–1990)
- GMA Supershow - GMA Network (1978–1997)
- Saturday Entertainment - GMA Network (1986–1995)
- That's Entertainment - GMA Network (1986–1996)
- Germspesyal - GMA Network (1980–1991)
- Superstar Sa 9 - RPN (1979–1989)
- Young Love, Sweet Love - RPN (1987–1993)
- Lucky Stars - RPN (1980)
- Germside - GMA Network (1978–1980)
- OK Lang - IBC (1974)
- Big Ike's Happenings - RPN (1973–1979)
- Buhay Artista - ABS-CBN (1964–1972)
- Dance-O-Rama - ABC (now TV5) (1963–1972)
- Eskwelahang Munti - GMA Network (1963–1970)

## Ràdio
- Master Showman sa Dobol B [1997–actualitat]

## Filmografia
- Adela (2008)
- Paupahan (2008)
- M.O.N.A.Y (Misteyks obda neyson address Yata) ni Mr. Shooli (2007)
- Binibining K (2006) .... Kuya Germs
- Mga Batang Bangketa (2006)
- Pelukang Itim: Agimat ko Ito For Victory Again (2005)
- Hustler (2002)
- Basta Tricycle Driver... Sweet Lover (2000)
- Ayos na ang Kasunod (2000)
- Frats (1997) .... Dean Valdez
- Madaling Mamatay, Mahirap Mabuhay (1996)
- Yes, Yes, Yo Kabayong Kutsero (1989)
- Silang mga sisiw sa lansangan (1988)
- Takot Ako Eh! (1987)
- Ready, Aim, Fire (1987)
- Topo Topo Barega (1987)
- Payaso (1986)
- Bulaklak ng City Jail (1984)
- Palengke Queen (1982)
- Burgis (1981)
- Dyesebel (1978)
- Mga Mata ni Angelita (1978)
- Pinakasalan ko Ang Ina ng Aking Kapatid (1977)
- Minsa'y Isang Gamugamo (1976)
- Relaks lang mama, sagot kita (1976)
- Wanted: Ded or alayb (Agad-agad) (1976)
- Memories of Our Love (1975)
- Somewhere Over the Rainbow (1974)
- Anak ng Aswang (1973)
- Super Gee (1973)
- Winter Holiday (1972)
- Kung May Gusot, May Lusot (1972)
- My Blue Hawaii (1972)
- Guy and Pip (1971)
- Fiesta Extravaganza (1969)
- Halina Neneng Ko [1969]
- Sayonara My Darling (1968)
- Bahay Kubo, Kahit Munti (1968)
- Juanita Banana (1968)
- Magic Guitar (1968)
- May Tampuhan, Paminsan-Minsan (1968)
- Order ni Osang (1968)
- Bus Stop (1967)
- Bikini Beach Party (1967)
- Jamboree '66 (1966)
- Ay ay naku Neneng (1966)
- Portrait of My Love (1965)
- Kumander Judo (1964)
- Senyorito at ang atsay, Ang (1964)
- Fighting Waray sa Ilocos (1964)
- Mga Batang Iskwater (1964)
- Mga Bata ng Lagim (1964)
- Dance-O-Rama (1963)

## Premis
- Guanyador, Millor Actor de Repartiment per "Paupahan" - 2009 Premis FAMES
- Guanyador, Millor Conductor Variety Show - Premis PMPC estrella de la televisió (1986, 1988, 1990, 1993 i 1994)
- Guanyador, Millor Actor de Repartiment - Premis PMPC estrella de cinema (2009)